# Сиуката
Сиуката (осет. Сиукъатæ; ранее Гаристави, груз. ღარისთავი) — село в Закавказье. Расположено в Знаурском районе Южной Осетии, фактически контролирующей село; согласно юрисдикции Грузии — в Карельском муниципалитете края Шида-Картли.

## География
Расположено к северо-западу от райцентра (пгт Знаур) и к западу от села Фарн (Недлат).

## Население
Село населено этническими осетинами. В 1987 году — 170 жителей.

## Топографические карты
- Лист карты K-38-64 Цхинвали. Масштаб: 1 : 100 000. Состояние местности на 1987 год. Издание 1989 г.